# Herefordsko govedo
Hereford je britanska rasa goveda koja potiče iz okruga Herefordšir, u Vest Midlands regionu Engleske. Ova raza je izvezena u mnoge zemlje, a širom sveta ima više od pet miliona čistokrvnih Herefordskih goveda u preko pedeset zemalja. Izvozna trgovina Herefordskim govedima započela je iz Velike Britanije 1817. godine, počevši od Kentakija u Sjedinjenim Državama, proširivši se širom Sjedinjenih Država i Kanade preko Meksika do zemalja sa velikim uzgojem govedine u Južnoj Americi. Danas Herefordsko govedo dominira na svetskoj sceni od Australije do ruskih stepa. Ona se mogu naći u Izraelu, Japanu, širom kontinentalne Evrope i Skandinavije, u umerenim delovima Australije, Kanade, Sjedinjenih Država, Kazahstana i Rusije, u centru i istoku Argentine, Urugvaju, Čileu i Novom Zelandu, gde čine najveći deo registrovane stoke. Ima ih širom Brazila, a isto tako se nalaze i u nekim zemljama Južne Afrike (uglavnom u Južnoj Africi, Zambiji i Zimbabveu). Prvobitno su našla na veliku popularnost među rančarima američkog jugozapada, što je svedočanstvo o postojanosti pasmine; Iako potiču iz hladne, vlažne Britanije, ova rase se dokazala da uspeva u mnogo oštrijim klimama na gotovo svim kontinentima.
Svetski Herefordski savet je baziran u Ujedinjenom Kraljevstvu. Trenutno postoji 17 zemalja članica sa 20 Herefordovih društava i 10 zemalja koje nisu članice, sa ukupno osam društava. U Sjedinjenim Američkim Državama, zvanična Herefordska organizacija i registar pasmine je Američko Herefordsko udruženje. To je drugo po veličini društvo ove vrste u toj zemlji.

## Istorija
Do 18. veka, goveda sa područja Herefordšira bila su slična drugoj stoci južne Engleske. Bila su potpuno crvena s belim prekidima, slično modernim pasminama Severnog Devona i Saseksa. Tokom 18. i početkom 19. veka, druga stoka (uglavnom Šorthorni) korišćena je za pravljenje nove vrste tegleće i goveđe stoke koja je u početku varirala u boji. Postojala su različita stada od žute do sive i svetlo smeđe boje, sa različitom zastupljenosti bele. Međutim, krajem 18. veka belo lice karakteristično za modernu pasminu bilo je dobro utvrđeno, a moderna boja uspostavljena je tokom 19. veka.
Hereford se i danas vidi u ruralnom regionu Herefordšira i istaknut je na poljoprivrednim sajmovima. Prvi uvoz Hereforda u Sjedinjene Države odvio se oko 1817. godine posredstvom političara Henrija Kleja, a veći uvoz pasmine počeo je tokom 1840-ih.

## Bezrogo herefordsko govedo
Bezrogo herefordsko govedo je varijanta Hereforda bez rogova sa prirodnom genetskom mutacijom odabranom u posebnu pasminu iz 1889. godine.
Stočar iz Ajove Voren Gamon iskoristio je ideju o uzgoju bezrogog Hereforda i pokrenuo registar sa 11 goveda koja su prirodno imala to svojstvo. Američka asocijacija za bezroge hereforde (APHA) je formirana 1910. godine. Američka bezroga herefordska pasmina i američka herefordska pasmina su kombinovane od 1995. godine pod okriljem Američkog herefordskog udruženja.
U Australiji je rasa poznata kao pol herefordsko govedo.

## Tradicionalni Hereford
Mnogi sojevi Hereforda su koristili druge rase goveda za unos željenih karakteristika, što je dovelo do promena u rasi u celini. Međutim, neki sojevi su držani odvojeno i zadržali su karakteristike ranije rase, kao što su izdržljivost i štedljivost. Tradicionalni Hereford se sada tretira kao manjinska rasa vredna za genetsku konzervaciju.

## Zdravlje
Rak oka (karcinom skvamoznih ćelija oka) se javlja u Herefordima, naročito u zemljama sa stalnom jakom sunčevom svetlošću i među onima koje preferiraju osobine niskog nivoa crvene pigmentacije oko oka. Studije karcinoma oka kod goveda Hereford u SAD i Kanadi pokazale su da su pigmenti kapaka i korneosklera nasledni i da verovatno smanjiju rizik od raka. Vaginalni prolaps se smatra naslednim problemom, mada na njega može uticati i ishrana. Drugi problem je izložena koža na vimenu koja je svetlo pigmentisana i tako podložna opekotinama od sunca.
Poznato je da se patuljastost javlja kod goveda Hereford, uzrokovana autozomno recesivnim genom. Jednaka pojava kod junica i bikova znači da se patuljastost ne smatra polnom karakteristikom.

## Literatura
- „Beef Production”. University of Guelph, Animal Sciences. Архивирано из оригинала 28. 10. 2021. г. Приступљено 6. 4. 2013.
- „Beef Research School: What's the Latest Research on Antimicrobial Resistance?”. RealAgricultureOnline. 4. 4. 2013. Приступљено 6. 4. 2013.
- „The History of Fleckvieh Dual Purpose Cattle”. Better Dairy Cow. 10. 10. 2014. Приступљено 1. 2. 2018.<
- „Pregnant cows, timing of pregnancy, open cows, pregnancy rate”. University of Nebraska-Lincoln, Institute of Agriculture and Natural Resources. Архивирано из оригинала 16. 03. 2018. г. Приступљено 1. 2. 2018.
- „Overview of Breeding Soundness Examination of the Male”. Merck Manual Veterinary Manual. Приступљено 27. 3. 2018.
- „Recommended code of practice for the care and handling of farm animals: Beef cattle” (PDF). Agriculture Canada. Приступљено 6. 4. 2013.
- Eadie, Jim (16. 5. 2017). „Code of Practice for the Care and Handling of Beef Cattle”. Beef Producer (на језику: енглески). Архивирано из оригинала 24. 9. 2020. г. Приступљено 30. 5. 2020.
- „Code of practice for the care and handling of beef cattle: Review of scientific research on priority issues” (PDF). Agriculture Canada. Приступљено 1. 2. 2018.